# 松井江美
松井江美（日语：／ Matsui Emi，1963年2月20日—），日本女子标枪运动员。她曾获得1982年亚洲运动会女子标枪金牌。她也曾参加1984年夏季奥运会和1988年夏季奥运会。